# Trosa-Vagnhärads församling
Trosa-Vagnhärads församling var en församling i Strängnäs stift och i Trosa kommun i Södermanlands län. Församlingen uppgick 2010 i Trosa församling.

## Administrativ historik
Församlingen bildades 1926 genom en sammanslagning av Trosa landsförsamling och Vagnhärads församling.
Församlingen var moderförsamling i pastoratet Trosa Vagnhärad och Trosa stadsförsamling som 1962 utökades med Västerljungs församling. Församlingen uppgick 2010 i Trosa församling.

## Areal
Efter nymätningar och arealberäkningar färdiga den 1 januari 1961 omfattade församlingen samma datum en areal av 109,97 km², varav 106,30 km² land.

## Kyrkor
- Trosa landskyrka
- Vagnhärads kyrka